# Корнуол
 Тази статия е за графството в Англия.  За едноименния остров вижте Корнуол (остров).  
Корнуол (на английски: Cornwall) е историческо, церемониално и административно графство в региона Югозападна Англия. Разположено е на полуостров в югозападната част на страната. До 18 век значителна част от населението му говори на келтския корнуолски език. Център на административното графство Корнуол е град Труроу. Бреговата му ивица е дълга 522 км.